# Porsche 911 RSR-19
Chronologie des modèles
Porsche 911 RSR (2017) Porsche 911 GT3 R (992)
La Porsche 911 RSR-19 (Porsche 911 RSR version 2019) est une voiture de course développée par Porsche sur la base d'une Porsche 991 pour courir dans les catégories LM GTE de l'Automobile Club de l'Ouest et GTLM de l'International Motor Sports Association.
Par rapport au modèle précédent, les nouveautés représentent 95 % de la voiture ; des changements ont notamment été apportés sur la conception du châssis, sur l'aérodynamique, ainsi que sur le moteur, la cylindrée passant à 4 194 cm3.